# Étendard présidentiel de l'Azerbaïdjan

Étendard présidentiel de l'Azerbaïdjan

L'étendard présidentiel de l'Azerbaïdjan (en azéri : Azərbaycan Respublikası Prezidentinin ştandartı (bayrağı)) est le drapeau officiel du président de l'Azerbaïdjan.

## Histoire
Le drapeau du président de l'Azerbaïdjan a été confirmé par le décret no 828 du président de l'Azerbaïdjan du 15 septembre 2008. Le décret est entré en vigueur le jour même de son émission,.

## Usage

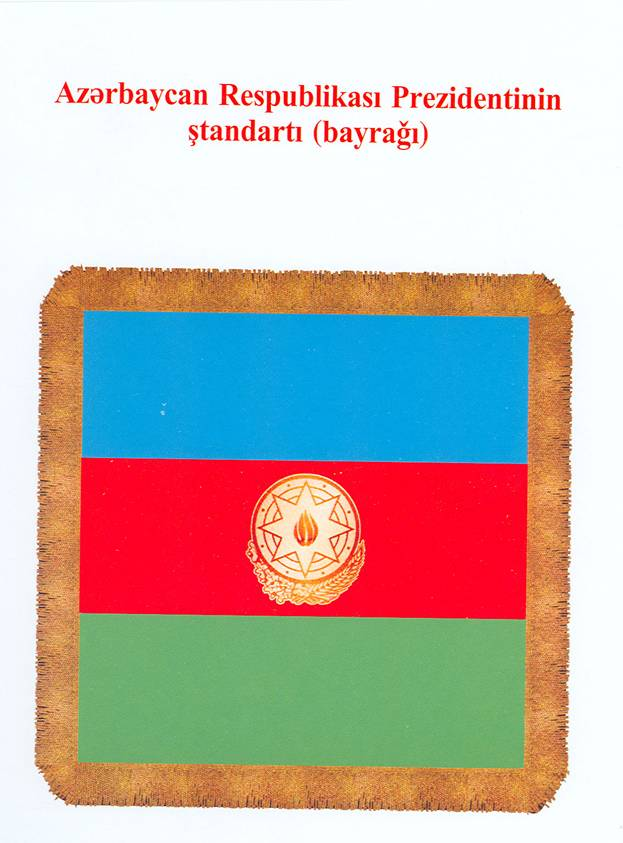
Étendard présidentiel de l'Azerbaïdjan

Selon le décret, la norme du président de l'Azerbaïdjan est le symbole officiel du président de l'Azerbaïdjan. La version originale de la norme présidentielle est conservée dans le bureau du président au palais présidentiel. Les doubles du drapeau présidentiel peuvent être placés, accrochés ou élevés sur les bâtiments du palais présidentiel et des résidences présidentielles ; peut également être placé dans les salles ou les salles du palais présidentiel ou des résidences présidentielles si n'importe quel événement officiel est prévu pour être conduit en présence du président ; dans d'autres lieux lors de la visite du Président de l'Azerbaïdjan; dans les halls ou sur le bâtiment, où des manifestations officielles ou autres sont organisées avec la participation du Président de l'Azerbaïdjan ; et sur les véhicules du président.
Le drapeau présidentiel est également utilisé lors de la cérémonie d'inauguration. Il est porté sur scène par les soldats des forces armées sous l'accompagnement de la marche cérémoniale lors de la cérémonie d'inauguration,. 

## Design
Le drapeau présidentiel est comme une version carrée du drapeau azerbaïdjanais tricolore avec le blason de l'Azerbaïdjan des deux côtés de la bande rouge au lieu du croissant blanc et de l'étoile à huit branches. Le drapeau présidentiel est encadré de franges dorées.
Il y a une corde d'argent attachée au poteau du drapeau présidentiel illustrant le nom complet du président de l'Azerbaïdjan et la date de son mandat. Le poteau du drapeau est recouvert d'une capuche en métal en croissant et en forme d'étoile à 8 pointes,. 